# Dinostratos
Dinostratos (în greacă Δεινόστρατος, n. c. 390 î.Hr. – d. c. 320 î.Hr.) a fost un matematician din Grecia antică, fratele matematicianului Menechmos.
Este unul dintre primii matematicieni care a utilizat metoda de demonstrație prin reducere la absurd.
Pe la anul 350 î.Hr. a studiat curba numită cuadratrice, descrisă anterior de către Hippias în secolul al V-lea î.Hr. și care a utilizat-o la trisecțiunea unghiului.
Dinnostratos a aplicat-o la o altă problemă celebră și anume cvadratura cercului.